# كلية طب الأسنان (جامعة بغداد)
تقع كلية طب الأسنان في العاصمة العراقية بغداد جانب الرصافة في مجمع باب المعظم حيث يشمل هذا المجمع  على كلية الطب و كلية طب الأسنان و كلية الصيدلة و كلية التمريض و كلية التربية (ابن رشد) و كلية الآداب و كلية اللغات و كلية الإعلام و كلية العلوم الإسلامية

## تاريخ
تأسست الكلية والتي تعتبر الأم لكليات طب الاسنان في العراق في خريف عام 1953م وكانت في بداية تأسيسها عبارة عن مديرية تابعة لعمادة كلية الطب، وقد بدأت الدراسة فيها على أساس منهج دراسي لمدة خمس سنوات، وتولى إدارتها في ذلك الوقت الدكتور علي ناصر، وأكد أن تكون مناهجها مطابقة لأرقى الكليات العالمية، وعند تشريع قانون جامعة بغداد سنة 1956م انضمت الكلية تحت لوائها لتصبح واحدة من كلياتها.

### بداية الكلية
تكونت الكلية في بدايتها من بيتين متلاصقين مع كلية الطب أحدهما كان عيادة تضم أربعة أجهزة ومختبر صغير لصناعة الاسنان , اما البيت الأخر فقد خصص للإدارة وقد قُبل فيها 28 طالباً و10 طالبات وهم يعتبرون الدفعة الأولى لهذه الكلية، اما أعضاء الهيئة التدريسية كانوا مشتركين مع كلية الطب ومعهم الدكتور علي ناصر.

### تطور الكلية
كان تطور الكلية خلال السنين الأولى بطيئاً نظراً لقلة عدد الاساتذة ولضيق المرافق والعيادات وضعف التجهيزات وبالرغم من ذلك بدء في عام 1954م بناء جناح صغير ثم عيادة لتقويم الاسنان, وفي عام 1957م انفصلت الكلية عن كلية الطب وأصبحت كلية منفصلة وفي نفس العام تخرجت الدفعة الأولى وكان عددهم 21 طبيباً و6 طبيبات وقد عنيت الكلية بأرسال الخريجين الأوائل إلى خارج العراق لأكمال دراستهم العليا هناك، في الوقت الحالي تطورت الكلية وتوسعت مبانيها فبالإضافة إلى البناية القديمة تم افتتاح المستشفى التعليمي عام 1990 والتي تحتوي على ما يقارب 400 جهاز اسنان وتستقبل ما يقارب 1000 مراجع ومراجعة في اليوم الواحد حيث يقدم لهم كافة الخدمات في مجال طب الاسنان.

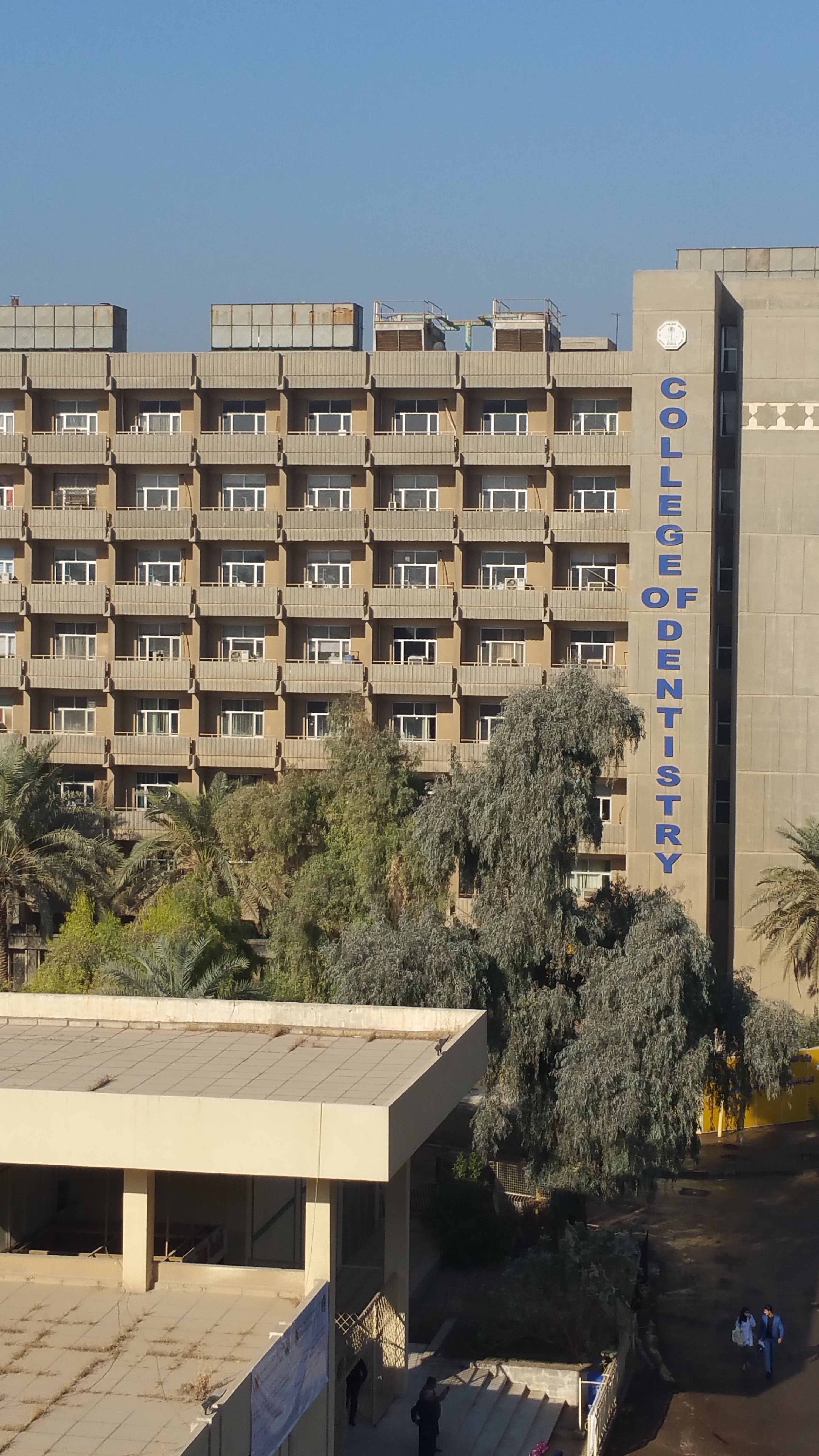
المستشفى التعليمي للكلية

## الموقع الجغرافي
تقع كلية طب الاسنان في العاصمة العراقية بغداد في جانب الرصافة بالقرب من مدينة الطب امام دائرة الطبابة العسكرية وبشكل ادق في نهاية شارع مصرف الرافدين فرع باب المعظم وتقع إلى جانبها كلية الطب البشري
وتقع الكلية أايضا بالقرب من وزارة الصحة العراقية / مدينة الطب.

## أقسام الكلية
- جراحة الفم والأسنان
- التعويضات الاصطناعية
- طب الأطفال الوقائي
- تقويم الأسنان
- معالجة الأسنان
- أمراض وجراحة ما حول الأسنان
- التشخيص الفمي
- العلوم الأساسية

## أشهر أساتذة الكلية على مر السنين
- الدكتور محمود شاه (باكستاني الجنسية)
- الدكتور اس. جي باريت ( بريطاني الجنسية)
- الدكتور فلد كمب (هولندي الجنسية)
- الدكتور ستيفنسن (إنكليزي الجنسية)
- الدكتور سمنغ
- الدكتور أنور عثمان
- الدكتور خالد مشعل الشمري
- الدكتور أحمد عثمان
- الدكتور علاء الربيعي
- الدكتور يحيى الناشيء
- الدكتور عزيز رحيمو
- الأستاذ كرستنسن (اخصائي جراحة)
- الاستاذ مكنسن (اخضائي معالجة اسنان)
- الدكتور هل (اخصائي في التقويم)
- الدكتور ميشيل خوري (سوري الجنسية)
- الدكتور خالد بشير ميرزا (أول طبيب اسنان عراقي يحصل على شهادة F.D.S البريطانية عام 1965)

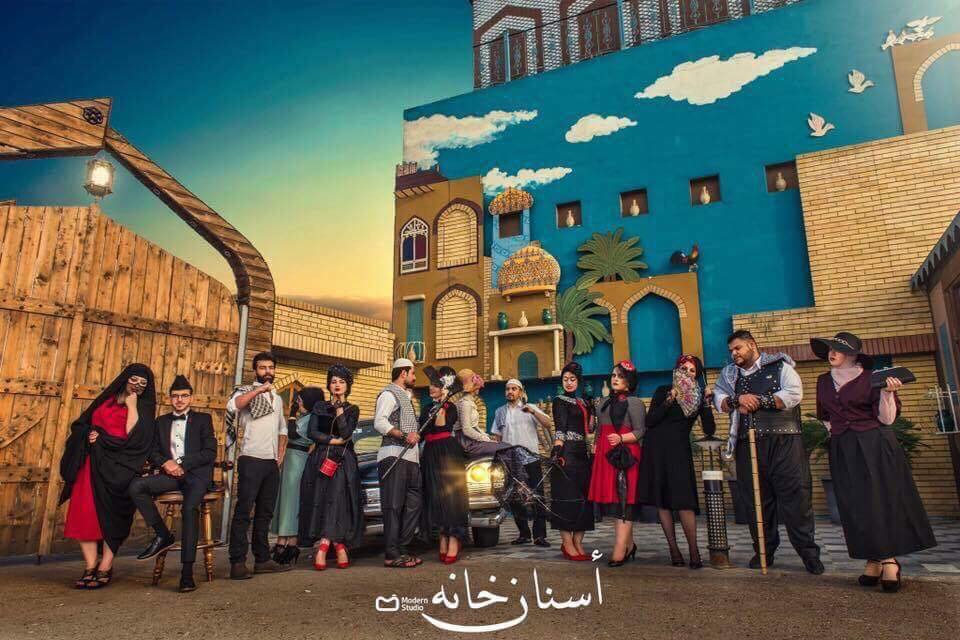
جانب من احتفالات تخرج دفعة 2016

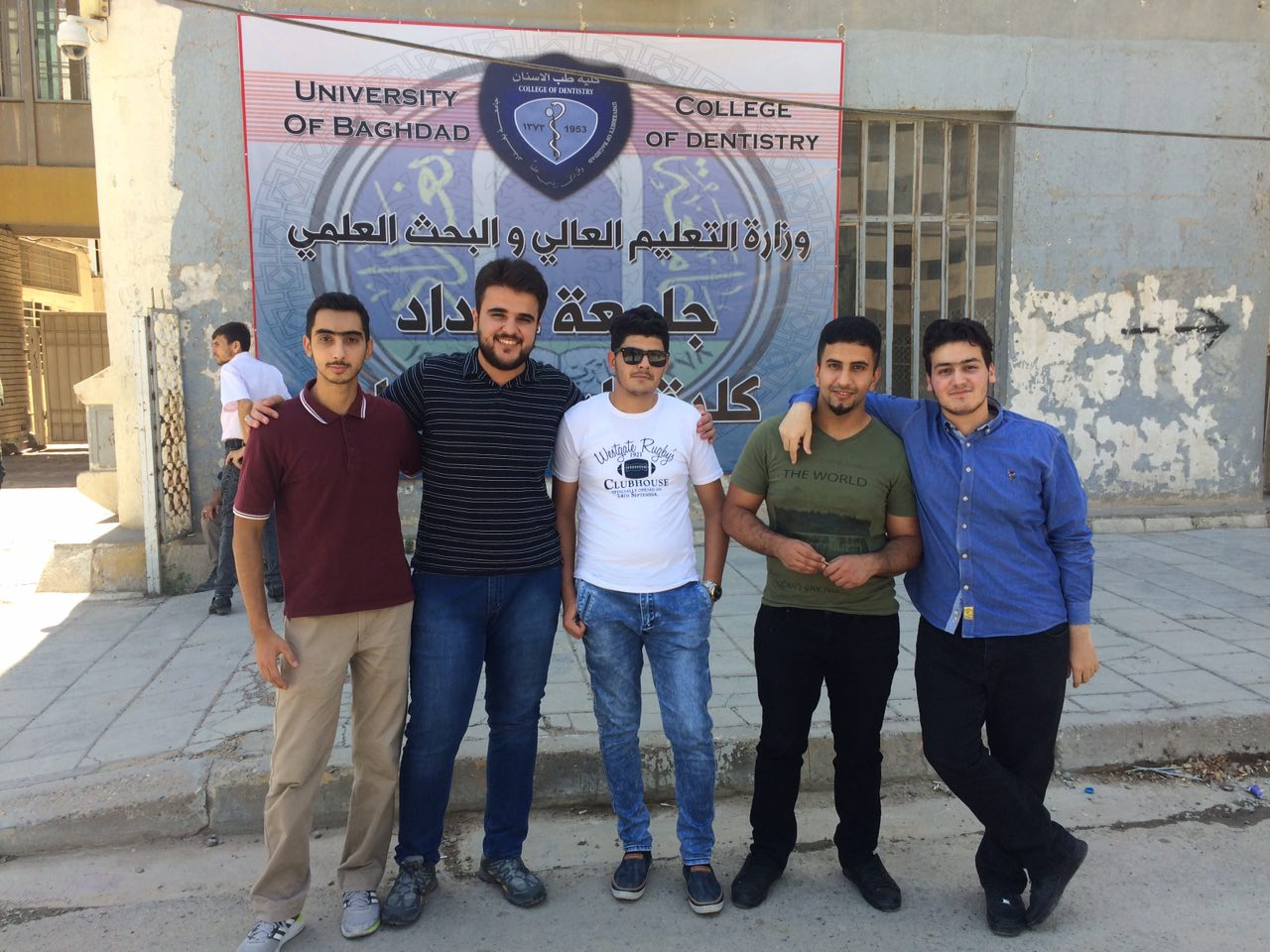
بعض طلاب الكلية

## عمداء الكلية[2]
- الدكتور علي ناصر (1953-1958)
- الدكتور أس. جي باريت (1958)
- الدكتور يوسف عبد الحميد مرزا (1962-1963)
- الدكتور فاضل سلمان القدسي (1963- 1969)
- عبد الله السباهي (1969-1970)
- الدكتور حسين إسماعيل (1970-1971)
- الدكتور أحمد عثمان (1971-1972)
- الدكتور رشيد نوري الحيالي (1973-1975)
- الدكتور كثير الحمداني (1975-1976)
- الدكتور هاشم جابر (1976-1977)
- الدكتور علاء الربيعي (1977-1981)
- الدكتورة سهى الفرحان (1981-1983)
- الدكتور خالد كزير (1983-1984)
- الدكنور عصام عبد العزيز (1984-2001)
- الدكتور أحمد إسماعيل (2001-2003)
- الدكتور نبيل هاطور (2010)
- الدكتور علي الحسيني (2015)
- الدكتور حسين الحويزي (2016)
- الدكتور رغد الهاشمي (2019)

## اقرأ أيضًَا
- جامعة بغداد
- جامعة القاهرة
- جامعة الملك عبد العزيز
- جامعة هارفارد
- جامعة أوكسفورد